# وارزاهان وانک
صومعه وارزاهان (ارمنی: Վարզահան վանք; انگلیسی: Varzahan Monastery) یک صومعه حواری ارمنی واقع در نزدیکی روستای Uğrak ، در 10 کیلومتری شمال غرب بایبورد ترکیه کنونی می‌باشد. ساخت و ساز این ساختمان سده ۱۲ام میلادی به پایان رسید. این بنا به سبک معماری ارمنی طراحی شده‌است.

## نگارخانه

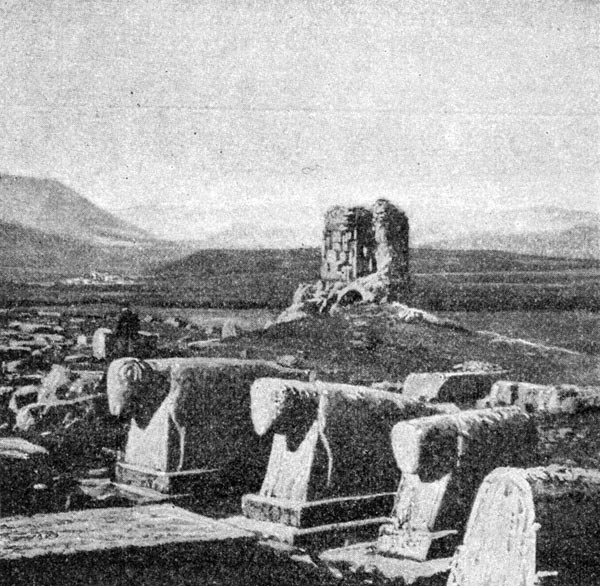
عکس 1898 صومعه وارزاهان.
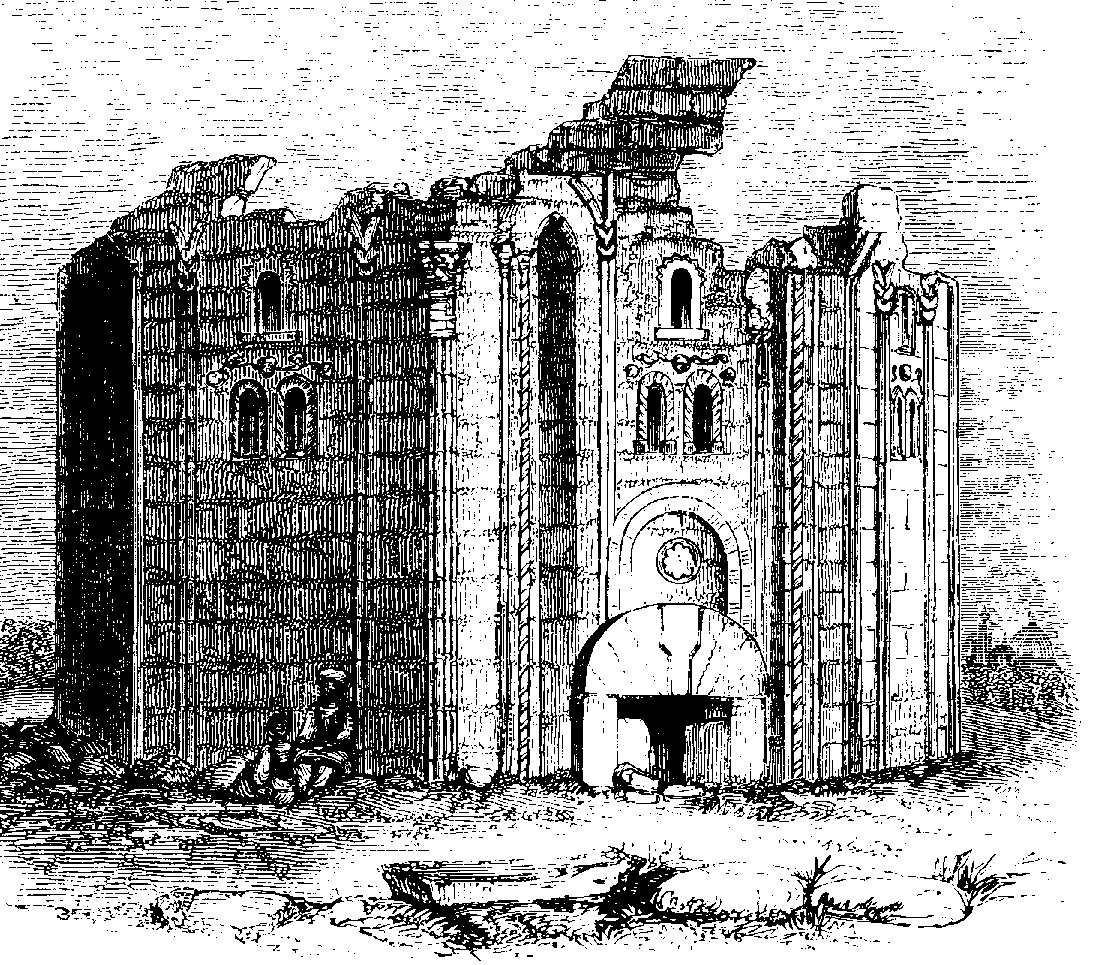
تصویری از صومعه وارزاهان.